# Прапетно
Прапетно (на словенски: Prapetno) е село в Словения, регион Горишка, община Толмин. Според Националната статистическа служба на Република Словения през 2015 г. селото има 116 жители.